# Claire Williams
Claire Williams, OBE, född 21 juli 1976 i Windsor, är en brittisk företagare, som fram till 2020 var vice stallchef i F1-stallet Williams.

## Uppväxt
Claire föddes 1976 i Windsor i Berkshire. Hon är dotter till Sir Frank Williams och  Virginia Berry. Claire tog examen på Newcastle University 1999 med en examen i politik.

## Karriär
Efter examen blev Claire Williams pressansvarig för racingbanan Silverstone Circuit i Storbritannien. År 2002 blev hon kommunikationsansvarig för sin fars F1-stall, Williams F1. År 2011 flyttade hon upp i organisationen då hon blev marknads- och kommunikationsansvarig. När Frank Williams klev ner från Williams-styrelsen i mars 2012 blev Claire Williams familjens representant i styrelsen. I mars 2013 utsågs hon till vice stallchef för Williams. Hon behöll dock ansvaret för marknadsföring, kommunikation och de kommersiella aspekterna av stallets verksamhet. Williams utnämndes 2016 av storbritanniens drottning till OBE, officer av Brittiska imperieorden, för sina insatser inom Formel 1.